# Idiasta titaguensis
Idiasta titaguensis är en stekelart som beskrevs av Tormos, Gayubo och Asis 1991. Idiasta titaguensis ingår i släktet Idiasta och familjen bracksteklar. Inga underarter finns listade i Catalogue of Life.